# Reynal & Hitchcock
Pour les articles homonymes, voir Reynal.
Reynal & Hitchcock était une maison d'édition à New York. Elle fut fondée en 1933 par Eugene Reynal et Curtice Hitchcock et acquise en 1948 par Harcourt (en). Elle a notamment publié Le Petit Prince d'Antoine de Saint-Exupéry en 1943, ainsi que différentes nouvelles moins connues écrites par Roald Dahl telles que À tire-d'aile, en 1946.